# Романюк Ольга Іванівна
Ольга Іванівна Романюк (29 березня 1964, с Смолдирів,  Баранівського району Житомирської області) — українська бібліотекарка, громадська діячка, директорка Публічної бібліотеки імені Лесі Українки для дорослих міста Києва.

## Життєпис

### Освіта
- 1979-1982 — Житомирське культосвітнє училище, бібліотечний факультет.
- 1982-1986 — Київський державний інститут ім. О. Є. Корнійчука, бібліотечний факультет.
- 1996-1998 — Державна академія керівних кадрів культури і мистецтв.  Друга вища освіта.

### Професійна діяльність
Після отримання диплома спеціаліста бібліотечної справи з відзнакою, свої перші кроки у професії зробила у Вінницькій обласній бібліотеці для юнацтва, на завідуванні відділу обслуговування користувачів.
З 1988 року 16 наступних  років працювала в системі публічних бібліотек Оболонського району міста Києва, здобуваючи практичний досвід роботи у відділах обслуговування дітей, юнацтва, дорослих та  методичного забезпечення бібліотечної діяльності.
У 1996 році вступила в Державна академія керівних кадрів культури і мистецтв, здобула другу вищу освіту.
У 2004 році призначена на посаду завідувачки науково-методичного відділу  Публічної бібліотеки імені Лесі Українки для дорослих міста Києва.
З 2013 року - заступниця директора бібліотеки, а з жовтня  2016 року очолює головну публічну бібліотеку, гідно продовжуючи справу своєї попередниці і наставниці  Людмили Іванівни Ковальчук.
Є ініціаторкою низки амбітних бібліотечних проєктів. У 2018 році вперше в історії театральної премії  «Київська пектораль» за проєкт «Бібліотека +Театр» Публічна бібліотека імені Лесі Українки отримала цю відзнаку.
Серед резонансних і значимих проєктів, в  реалізацію яких Ольгою Романюк зроблено вагомий внесок - Щорічний конкурс «Поетична зима Миколи Сома», «Графіка української мови» Василя Чебаника, «Видима бібліотека» (ресоціалізація осіб, що відбувають покарання), «Бібліотерапія: твоя книга щастя» (проєкт, за реалізацію якого за підсумками конкурсу Українська бібліотечна асоціація «Бібліотека року» у 2023 році бібліотека отримала призове місце - Диплом 2-го ступеня).
У 2018 році у співпраці з  Науковою бібліотекою Національного університету «Києво-Могилянська академія» при активній підтримці громадськості Києва та фінансовій підтримці Київської міської державної адміністрації започаткувала створення сучасної цифрової бібліотеки «Київ» на базі Публічної бібліотеки імені Лесі Українки для дорослих міста Києва.
За керівництва Ольги Романюк  на новий рівень вийшла міжнародна співпраця бібліотеки. У 2009 році в межах програми «Бібліоміст» вивчала досвід роботи бібліотек Данії, у 2017 році – міських бібліотек Вільнюса, у 2022 році на запрошення директора Воєводської публічної бібліотеки Кракова взяла участь у Книжковому форумі Кракова та познайомилася з діяльністю бібліотеки, у 2023 році на запрошення Муніципальної бібліотеки ім. Б. П. Хашдеу взяла участь у Щорічній конференції публічних бібліотек м. Кишинева.
З початку повномасштабної агресії росії започаткувала ініціативу Книжки_вслід по забезпеченню співвітчизників, які знайшли прихисток у різних містах світу, українськими книжками.
У професійному набутку - понад два десятки публікацій,  численні інтерв’ю на радіо та ТБ. Її авторський блог «Методична служба публічних бібліотек Києва», що вміщує понад 600 статей з різних проблем бібліотечної діяльності, висвітлює цікавий досвід діяльності вітчизняних і зарубіжних бібліотек, за кількістю переглядів перетнув мільйон.

### Громадська діяльність
У період роботи на посаді завідувачки відділу науково-методичної роботи  активно включається у громадську діяльність: входить у робочу групу Української Бібліотечної Асоціації (УБА) з підготовки проєкту Кодексу морально-етичних норм професійної бібліотечної діяльності. Працює над укладанням  видання: Законодавство України на допомогу адвокаційній діяльності бібліотек.
Протягом декількох років входила до складу журі щорічного конкурсу УБА «Бібліотека року» (2013-2018 рр.).
Є членом Ради роботодавців Інституту журналістики Київського університету імені Бориса Грінченка, а бібліотека  є однією з найкращих баз практики для студентів, які вивчають інформаційну, бібліотечну та архівну справу.
З 2018 року входить до видавничої ради при Департаменті суспільних комунікацій виконавчого органу Київської міської ради (Київської міської державної адміністрації). Безпосередньо причетна до виходу у межах програми підтримки міського книговидання збірки «Квиток на Гелікон», куди ввійшли поетичні твори переможців щорічного конкурсу «Поетична зима Миколи Сома» (започатковано і вже три роки поспіль проводиться Публічною бібліотекою імені Лесі Українки) та вірші, авторами яких є  київські  бібліотекарі.
2023 року надавала супровід підготовки до друку повісті Горового Анатолія Васильовича «Зоряна, або Втрачене ім’я». На запрошення засновників Міжнародного літературного конкурсу «Коронація слова» у 2020-2023 рр. входила до складу журі конкурсу з оцінювання конкурсних заявок у номінації «Романи».  
2023-2025 рр. року працює у складі експертів державної установи «Український інститут книги».

### Основні публікації
1. Романюк, О.  Роль публічної бібліотеки в ресоціалізації засуджених. Проєкт «Видима бібліотека» / Ольга Романюк //  Бібліотечний форум: історія, теорія і практика. - 2022. - № 3. - С. 32-34.
2. Криворучко Л. Літопис театральних вистав за драматичними творами Лесі Українки / Леонід Криворучко, Ольга Романюк // Ідеологиня національної аристократії (на пошану 150-річчя від дня народження Лесі Українки) : зб. наук. праць за матеріалами всеукр. наук.-практ. конф. з міжнар. участю, 25–26 лют., 2021 року. – Львів : Друкарня Львівського національного медичного університету імені Данила Галицького, 2021. – С. 248–252. –(Культурологія. Мистецтвознавство. Збереження та популяризація спадщини Лесі Українки як постаті національної памʼяті українців).
3. Романюк, О. Відтворення маловідомих сторінок родинного літопису Косачів : післямова // Диба, А.  Найкраща лілея з родинного саду Косачів / Алла Диба, Олександра Шалагінова. - Київ : Саміт-книга, 2020. - С.197-199.
4. «Любити людей і книжки...» : інтерв'ю з директором Публічної бібліотеки ім. Лесі Українки міста Києва Ольгою Романюк : [інтерв'ю] //  Київ. - 2020. - № 9/10. - С. 66-71 : фото
5. Метр унікальних маршрутів Халепо Анатолій Трохимович : фотоальбом (до 85-річчя від дня народження) / [упоряд. О.І. Романюк та ін.] ; Департамент культури виконавчого органу Київської міської ради (Київської міської державної адміністрації) ; Публічна бібліотека імені Лесі Українки для дорослих м. Києва. Відділ краєзнавчої літератури та бібліографії ; ГО "Гільдія професійних екскурсоводів та гідів-перекладачів" м. Києва. - Київ : [Б. в.]. 2019. - 62 c. : іл. портр. -3
6. Романюк, О. Бібліотерапія по-литовськи / Ольга Романюк //  Бібліотечний форум: історія, теорія і практика. - 2018. - № 3. - С. 47-49.
7. Романюк, О.  Нотатник з вільнюських бібліотек / Ольга Романюк //  Бібліотечна планета. - 2018. - № 4. - С. 27-30.
8. Музеї та музейні експозиції публічних бібліотек Києва / [упоряд. О.І. Романюк, О.Р. Дудок ; ред. О.М. Трубайчук] ; Департамент культури виконавчого органу Київської міської ради (Київської міської державної адміністрації) ; Публічна бібліотека імені Лесі Українки для дорослих м. Києва. - Тернопіль : [ТОВ "Терно-граф"], 2017. - 24 с. : іл.
9. Епіцентр життя громади : Публічна бібліотека імені Лесі Українки для дорослих м. Києва / О. Романюк ; розмову вів А. Дупляк // Культура і життя. - 2017. - № 41. - С. 15.
10. Романюк, О. "Прочитайте тую славу" Ольги Страшенко / Ольга Романюк //  Українська літературна газета. - 2016. - 16 вересня (№18). - С. 7 : іл.
11. Романюк, О. SWOТ-аналіз як основа стратегічного управління бібліотечною діяльністю / О. Романюк //  Бібліотечна планета. - 2016. - № 1. - С. 23-26.
12. Коваленко, Р. Біографія сумління і честі / Раїса Коваленко, Ольга Романюк // Бібліотечний вісник. - 2015. - № 1. - С. 67-68.
13. Романюк, О. Сини свого народу / Ольга Романюк //  Літературна Україна. - 2015. - 22 січ. (№ 4). - С. 12.
14. Пахне верес. Тридцяте число. Йде віками начитана Осінь : вірші-присвяти публічним бібліотекам Києва / упоряд. О. І. Романюк. - Київ : Публічна бібліотека імені Лесі Українки м. Києва, 2015. - 44 с. : іл.
15. Публічна бібліотека імені Лесі Українки міста Києва : від витоків до сьогодення / [уклад. О. І. Романюк ; ред. рада: Л. І. Ковальчук та ін.] ; Департамент культури виконавчого органу Київської міської ради (Київської міської державної адміністрації) ; Публічна бібліотека імені Лесі Українки для дорослих міста Києва. - Київ : [Друк] : 2014. [Колор Консалтинг], - 55 с. : фотоіл., порт.
16. Романюк, О. І. Подорожнє: нарис / Ольга Романюк //  Бібліотечний форум України. - 2014. - № 2. - С. 61.
17. Романюк, О. І. Блог методиста як інструмент для професійного розвитку бібліотекарів та впровадження бібліотечних інновацій / О. І. Романюк //  Бібліотечна планета. - 2012. - № 2. - С. 18-20.
18. Романюк, О. Найдемократичніші бібліотеки - у... королівстві / Ольга Романюк // Бібліотечний форум України. - 2011. - № 1, № 2. - С. 43-48 (№ 1, 2011) ; С. 31-36 (№ 2, 2011)
19. Романюк, О. Публічні бібліотеки Києва в системі розвитку краєзнавства / Ольга Романюк //  Бібліотечний форум України. - 2010. - № 3. - С. 17-22.
20. Романюк, О. Краєзнавча діяльність публічних бібліотек м. Києва / О. Романюк //  Бібліотечна планета. - 2010. - № 3. - С. 27-29.
21. Романюк, О. І. Система підвищення фахового рівня працівників публічних бібліотек Києва / Ольга Романюк //  Бібліотечний форум України. - 2010. - № 2. - С. 22-25.

## Відзнаки
- Грамота Верховної Ради України «За заслуги перед українським народом» (2017).
- Театральна премія «Київська пектораль» (Романюк О.І., Криворучко Л.С.; 2018).
- Медаль «Почесна відзнака» Національної Спілки письменників України (2019).
- Срібний орден "Поступ миру і любові" (2024).
- Подяки та грамоти Департаменту культури та Департаменту суспільних комунікацій виконавчого органу КМДА, численні відзнаки від партнерів по співпраці.
- Дипломантка XV  Міжнародного фестивалю «Кінокімерія» «За цікаве поєднання інноваційних технологій в бібліотечній справі».